# Raman Hrabarenka
Raman Andrejevitj Hrabarenka, vitryska: Раман Андрэевіч Грабарэнка eller Roman Andrejevitj Graborenko, ryska: Роман Андреевич Граборенко, född 24 augusti 1992, är en vitrysk professionell ishockeyspelare som tillhör NHL-organisationen New Jersey Devils och spelar för deras primära samarbetspartner Albany Devils i American Hockey League (AHL). Han har tidigare spelat på lägre nivåer för Elmira Jackals i ECHL och Cape Breton Screaming Eagles och Voltigeurs de Drummondville i Ligue de hockey junior majeur du Québec (LHJMQ).
Hrabarenka blev aldrig draftad av någon NHL-organisation.

## Statistik
| 2009–2010    | Philadelphia Revolution      | EJHL         | 32  | 4  | 5  | 9  | 59  | — | — | — | — | —  |
| 2010–2011    | Cape Breton Screaming Eagles | LHJMQ        | 50  | 2  | 7  | 9  | 68  | 4 | 0 | 0 | 0 | 8  |
| 2011–2012    | Cape Breton Screaming Eagles | LHJMQ        | 30  | 1  | 5  | 6  | 26  | — | — | — | — | —  |
|              | Voltigeurs de Drummondville  | LHJMQ        | 27  | 3  | 11 | 14 | 29  | 4 | 2 | 1 | 3 | 6  |
| 2012–2013    | Albany Devils                | AHL          | 34  | 1  | 4  | 5  | 18  | — | — | — | — | —  |
| 2013–2014    | Albany Devils                | AHL          | 48  | 6  | 15 | 21 | 26  | — | — | — | — | —  |
|              | Elmira Jackals               | ECHL         | 5   | 0  | 2  | 2  | 4   | — | — | — | — | —  |
| 2014–2015    | New Jersey Devils            | NHL          | 1   | 0  | 0  | 0  | 0   | — | — | — | — | —  |
|              | Albany Devils                | AHL          | 60  | 12 | 17 | 29 | 38  | — | — | — | — | —  |
| NHL totalt   | NHL totalt                   | NHL totalt   | 1   | 0  | 0  | 0  | 0   | — | — | — | — | —  |
| AHL totalt   | AHL totalt                   | AHL totalt   | 125 | 16 | 34 | 50 | 70  | — | — | — | — | —  |
| ECHL totalt  | ECHL totalt                  | ECHL totalt  | 5   | 0  | 2  | 2  | 4   | — | — | — | — | —  |
| LHJMQ totalt | LHJMQ totalt                 | LHJMQ totalt | 107 | 6  | 23 | 29 | 123 | 8 | 2 | 1 | 3 | 14 |